# ناردين صغير جؤجؤي
ناردين صغير جؤجؤي (الاسم العلمي: Valerianella carinata) هو نوع من النباتات يتبع جنس الناردين الصغير من فصيلة معزية الورق.